# Eloy Casagrande
Eloy Casagrande Lopes (Santo André, 29 gennaio 1991) è un batterista brasiliano.
È noto principalmente per essere stato il batterista della band thrash metal brasiliana Sepultura, pubblicando 3 album in studio, tra cui il più recente Quadra (2020). Ha sostituito nei Sepultura Jean Dolabella quando quest'ultimo lasciò il gruppo nel 2011. 
Nel 2024 è diventato il nuovo batterista della band Slipknot. 

## Biografia
Casagrande iniziò a suonare a soli sette anni quando ebbe in regalo dalla madre una batteria giocattolo. L'anno successivo ricevette la sua prima batteria vera. 
Nel 2004, all'età di 13 anni, fu vincitore del Batuka International Drummer Fest 2004. Poco dopo quel concorso Casagrande vinse anche l'Undiscovered Drummer Contest 2005 organizzato in New Jersey da Modern Drummer, e l'anno successivo girò gli Stati Uniti in tour.
È stato allievo di Aquiles Priester, batterista degli Angra.
Casagrande fece parlare di sé partecipando a soli 16 anni alle registrazioni di Time to Be Free, album solista di Andre Matos.

## Discografia

### Con i Sepultura
- 2013 - The Mediator Between Head and Hands Must Be the Heart
- 2014 - Metal Veins - Alive At Rock In Rio (Sepultura & Les Tambours du Bronx)
- 2017 - Machine Messiah
- 2020 - Quadra

### Con Andre Matos
- 2008 - Time to Be Free
- 2009 - Mentalize

### Altri
- 2005 - Mr. Ego - Revolutions (EP)
- 2009 - Iahweh - Neblim
- 2010 - Aclla - Landscape Revolution
- 2010 - 2OIS - A Quarta Ponte
- 2012 - Gloria - (Re)Nascido
- 2014 - Daniel Piquê - Over Dee Moon/5 Years Thinking Outside Your Box